# Kabinett Geingob I
Das Kabinett Geingob I bezeichnete die Regierung Namibias unter Staatspräsident Hage Geingob vom 21. März 2015 bis 21. März 2020. Es bestand aus Mitgliedern der regierenden SWAPO-Partei. Diese gewann bei der Parlamentswahl in Namibia 2014 77 der zu wählenden 96 Sitze in der Nationalversammlung.
Zum Kabinett von 2020 bis 2025 siehe Kabinett Geingob II.
Das Kabinett wurde aus dem Präsidenten, Vizepräsidenten (neu geschaffenes Amt), dem Premierminister, dem Vizepremierminister und den durch den Präsidenten ernannten Ministern gebildet. Der Premierminister war der Regierungschef; er koordinierte alle Regierungsbehörden, Ministerien und andere staatliche Behörden. Attorney-General ist seit 2015 Albert Kawana.
Das Kabinett wurde am 21. März 2015 eingesetzt und am 8. Februar 2018 erstmals umgebaut.

## Kabinett
| Ministerium | Foto | Name | Partei |
| --- | ---- | --- | ------ |
| Staatspräsident |      | Hage Geingob | SWAPO  |
| Vizepräsident (inklusive Veteranenangelegenheiten)                                                                                                |      | Nangolo Mbumba (seit 8. Februar 2018) Nickey Iyambo (bis 8. Februar 2018)                                                                   | SWAPO  |
| Premierminister |      | Saara Kuugongelwa-Amadhila | SWAPO  |
| Vizepremierminister |      | Netumbo Nandi-Ndaitwah | SWAPO  |
| Präsidialminister für Nationale Planung |      | Obeth Kandjoze (seit 8. Februar 2018) Tom Alweendo (bis 8. Februar 2018)                                                                    | SWAPO  |
| Minister für Präsidentschaftsangelegenheiten (ehemals inklusive Generalstaatsanwalt)                                                              |      | Martin Andjaba (seit 2018) Immanuel Ngatjizeko (8. Februar 2018–21. Februar 2018) Frans Kapofi (bis 8. Februar 2018)                        | SWAPO  |
| Ministerium für Internationale Zusammenarbeit und Kooperation (ehemals Außenministerium)                                                          |      | Netumbo Nandi-Ndaitwah | SWAPO  |
| Finanzministerium |      | Calle Schlettwein | SWAPO  |
| Verteidigungsministerium |      | Penda Ya Ndakolo | SWAPO  |
| Ministerium für Innere Angelegenheiten und Einwanderung                                                                                           |      | Frans Kapofi (seit 8. Februar 2018) Pendukeni Iivula-Ithana (bis 1. Februar 2018)                                                           |        |
| Ministerium für Höhere Bildung, Training und Innovation (ehemals Teil des Bildungsministerium)                                                    |      | Itah Kandji-Murangi | SWAPO  |
| Ministerium für Bildung, Kunst und Kultur (ehemals Teil des Bildungsministerium bzw. Ministerium für Jugend, Nationaldienste, Sport und Kultur)   |      | Martin Andjaba (seit 9. Juli 2019 interimistisch) Katrina Hanse-Himarwa (bis 9. Juli 2019)                                                  | SWAPO  |
| Ministerium Industrialisierung, Handel und SME-Entwicklung (ehemals Ministerium für Handel und Industrie)                                         |      | Tjekero Tweya (seit 8. Februar 2018) Immanuel Ngatjizeko (bis 8. Februar 2018)                                                              | SWAPO  |
| Ministerium für städtische und ländliche Entwicklung (ehemals Ministerium für Regionale und Lokale Verwaltung, Wohnbau und Ländliche Entwicklung) |      | Peya Mushelenga (seit 8. Februar 2018) Sophia Shaningwa (bis 8. Februar 2018)                                                               | SWAPO  |
| Ministerium für Armutsbekämpfung und soziale Wohlfahrt (ehemals Teil des Ministeriums für Arbeit und Soziales)                                    |      | Zephania Kameeta | SWAPO  |
| Ministerium für Gesundheit und Soziale Dienste |      | Kalumbi Shangula (seit 19. Dezember 2018) Bernard Haufiku (bis 19. Dezember 2018)                                                           | SWAPO  |
| Ministerium für Staatsunternehmen *neu* |      | Leon Jooste | SWAPO  |
| Ministerium für Öffentliche Arbeiten und Verkehr                                                                                                  |      | John Mutorwa (seit 8. Februar 2018) Alpheus ǃNaruseb (bis 8. Februar 2018)                                                                  | SWAPO  |
| Ministerium für Sicherheit |      | Charles Namoloh | SWAPO  |
| Ministerium für Landwirtschaft, Wasser und Forstwirtschaft                                                                                        |      | Alpheus ǃNaruseb (seit 8. Februar 2018) John Mutorwa(bis 8. Februar 2018)                                                                   | SWAPO  |
| Ministerium für Landreform (ehemals Ministerium für Ländereien und Umsiedlung)                                                                    |      | Utoni Nujoma | SWAPO  |
| Ministerium für Information und Kommunikationstechnologie                                                                                         |      | Stanley Simataa (seit 8. Februar 2018) Tjekero Tweya (bis 8. Februar 2018)                                                                  | SWAPO  |
| Ministerium für Gleichberechtigung und Kinderwohlfahrt                                                                                            |      | Doreen Sioka | SWAPO  |
| Justizministerium |      | Frans Kapofi (seit 13. November 2019 interimistisch) Sacky Shangala (8. Februar 2018–13. November 2019) Albert Kawana (bis 8. Februar 2018) | SWAPO  |
| Ministerium für Arbeit, Gewerkschaftsbeziehungen und Arbeitsplatzschaffung (ehemals Ministerium für Arbeit und Soziales)                          |      | Erkki Nghimtina | SWAPO  |
| Ministerium für Fischerei und Meeresressourcen |      | Albert Kawana (seit 13. November 2019 interimistisch) Bernhard Esau (bis 13. November 2019)                                                 | SWAPO  |
| Ministerium für Bergbau und Energie |      | Tom Alweendo (seit 8. Februar 2018) Obeth Kandjoze (bis 8. Februar 2018)                                                                    | SWAPO  |
| Ministerium für Umwelt und Tourismus |      | Pohamba Shifeta | SWAPO  |
| Ministerium für Jugend, Nationaldienste und Sport (ehemals Ministerium für Jugend, Nationaldienste, Sport und Kultur)                             |      | Erastus Uutoni (seit 8. Februar 2018) Jerry Ekandjo (bis 1. Februar 2018)                                                                   | SWAPO  |